# Dipolydora cardalia
Dipolydora cardalia är en ringmaskart som först beskrevs av Miles Joseph Berkeley 1927.  Dipolydora cardalia ingår i släktet Dipolydora och familjen Spionidae. Inga underarter finns listade i Catalogue of Life.